# Miss Italia 1957
Miss Italia 1957 si svolse per la prima volta a Pescara dal 31 agosto al 3 settembre 1957. Vinse la ventenne Beatrice Faccioli, nata a Verona e residente a Roma. L'organizzazione fu diretta da Dino Villani.

## Risultati
| Risultato finale | Concorrente                                 |
| ---------------- | ------------------------------------------- |
| Miss Italia 1957 | - Beatrice Faccioli (La bella de Il Giorno) |
| 2ª classificata  | - – Giuseppina Vodicer (Miss Toscana)       |
| 3ª classificata  | - – Mila Sorrentino (Miss Abruzzo)          |
| Miss Cinema      | - – Milena Zini (Miss Romagna)              |

## Altre concorrenti famose
Maria Carta